# 心幻之影
心幻之影是一款由數位蘿蔔科技開發的網頁遊戲，運行於AIO以及Facebook平台。為台灣第一個結合心理學研究、色彩與造型、占卜等的治癒性遊戲，給予人心理上的安全感。遊戲整體色彩設計採低彩度、淺灰色調、濁色調、淡色調。將彩度降低讓玩家可以長時間觀看遊戲畫面，相較於高飽和度色彩來說，眼睛不容易產生疲勞感，正如心幻之影希望能帶給玩家治癒、平和的感受。

## 特色
心幻之影為大型平台占卜遊戲，史上第一個占卜題材與Webgame結合的遊戲，比訪間占卜感覺活潑有趣不無聊。
遊戲中可認養占卜師陪伴在你的身邊，長期占卜服務，成為生活上的幫手。
主遊戲加上小遊戲，使之更加豐富，主遊戲使占卜更融入生活並不定期推出人物角色、遊戲場景、傢俱、配件；多樣化的小遊戲例如消災解厄以及幸運連星等連線遊戲，增加玩家互動。

## 遊戲占卜系統
- 一張式占卜
- 時光之漣占卜
- 六芒星占卜
- 活動占卜

## 遊戲角色
- 女學生-可可
- 陰陽師-秋本晤明
- 女王-亞蘭琪女王

## 心幻卡
- 結合占數學及心理學所研究出來的一套占卜牌

由三種不同的顏色組成，
分別為紅色牌組、藍色牌組、與綠色牌組，分別為心靈卡、幻靈卡、界靈卡，每一色牌組共有12張，三色一套一共有36張牌。
- 心幻卡的三種牌色的意義

紅色的“心靈卡”概意為比較保守、猶疑、牽制的部份，是個會讓我們冷靜下來的力量。
綠色的“界靈卡”概意為所處的狀況，環境對你的影響。
藍色的“幻靈卡”概意為比較本能、有衝動、充滿渴望、欲望的力量，他可能會讓你做出一些瘋狂的事。
- 心幻卡的牌義

牌義呈現在心幻卡上，把牌義簡短、方便閱讀，並具有引導性
並延伸牌名讓玩家能夠做初步的理解，就是結合牌名以及畫面的闡述。
- 心幻卡的詩意

提供牌名更深層的理解，
用擬人化將牌名呈現，以說故事的方式引導思考。
- 引用數字占卜

數字占卜是一們研究數字和數字之間的象徵意義的學問。
因為數字被認為是宇宙之間不變的常數，是宇宙萬物的基礎，了解了數字，就可以了解一切。

## 外部連結
- 心幻之影官方部落格
- 心幻之影粉絲團
- 心幻之影AIO占卜師公會
- 2011入圍數位內容產品獎-心幻之影[永久]
- 新浪新聞 【創意造藍海 南台灣遊戲業者敢夢】 （页面存档备份，存于）
- 數位蘿蔔科技